# Tomasz Bandrowski
Tomasz Bandrowski, né le 18 septembre 1984 à Zabrze, est un footballeur professionnel polonais. Il occupe actuellement le poste de milieu de terrain.

## Biographie
Tomasz Bandrowski joue son premier match avec l'équipe de Pologne le 6 septembre 2008 face à la Slovénie. Il fait sa rentrée sur le terrain à la mi-temps, à la place de Rafał Murawski, son capitaine en club.
Cadre du Lech Poznań, le joueur se blesse gravement à la hanche en fin d'année 2010, et doit être éloigné des terrains pendant plus d'un an. N'arrivant pas à revenir au haut niveau, le club décide de rompre son contrat.
Le 26 janvier 2012, il s'engage sur une durée de six mois avec le Jagiellonia Białystok. Son contrat est toutefois prolongeable de deux fois une année.

## Palmarès
- Vainqueur de la Coupe de Pologne : 2009
- Vainqueur de la Supercoupe de Pologne : 2009
- Champion de Pologne : 2010